# The Lightning Thief
The Lightning Thief è un musical con canzoni e testi di Rob Rokicki e libretto di Joe Tracz, tratto dal romanzo di Rick Riordan Percy Jackson e gli dei dell'Olimpo: il ladro di fulmini (2004). Il musical, esordito nell'Off Broadway nel 2017, segue le avventure del liceale Percy Jackson, che scopre di essere un semidio e deve andare alla ricerca del fulmine perduto di Zeus per evitare una guerra tra gli dei della mitologia greca. Dopo il debutto nell'Off Broadway, il musical è stato portato in tour per tutti gli Stati Uniti nel 2018, prima di debuttare a Broadway nell'autunno del 2019.

## Trama

### Atto I
Percy Jackson è un adolescente dislessico ed iperattivo, in gita con la scuola al Metropolitan Museum of Art. Durante la visita, la supplente di algebra, la signora Dodds, gli chiede di parlargli in privato, ma rimasti da soli la professoressa si trasforma in una furia. Grazie a una penna che si trasforma in una spada, lanciatagli dal professore di latino, Mr Brunner, Percy sconfigge il mostro, ma viene espulso da scuola per essersi separato dal gruppo. Quando prova a spiegare l'accuduto, Percy scopre ché né Mr Brunner né il suo miglior amico Grover Underwood ricordano che una supplente di algebra siano mai esistite. Il ragazzo viene espulso e torna a casa per le vaganze estive (Prologue/The Day I Got Expelled). A casa, la madre Sally è comprensiva e perdona al figlio l'espulsione, mentre il suo fidanzato Gabe si dimostra più duro e meno comprensivo. Sally parla al figlio del padre, scomparso prima della sua nascita, e conforta il ragazzo, dicendogli che le sue stranezze e anomalie sono in realtà quello che lo rende così speciale (Strong). Sally porta Percy alla spiaggia per incontrare il padre, ma lungo la strada incontrano Grover, che si trasforma in un satiro. Improvvisamente, un minotauro attacca il trio e grazie al sacrificio di Sally Percy e Grover riescono a salvarsi, non prima di aver ucciso il mostro. Durante lo scontro, Percy viene ferito e sviene: mentre giace privo di conoscenza sogna un uomo che gli dà una conchiglia e gli ricorda che quello che viene dal mare può sempre tornarvi (The Minotaur/The Weirdest Dream). Al suo risveglio, Percy si ritrova al Campo Mezzosangue, il cui preside, Mr D, rivela al ragazzo di essere un semidio, il figlio di una mortale e un dio (Another Terrible Day). Mr Brunner, che si rivela essere il centauro Chirone, spiega al giovane che gli dei gli manderanno un segno quando lo vorranno tra loro. Percy è ancora furioso per la negligenza e l'abbandono paterno ed il diciannovenne Luke Castellan, un altro mezzosangue e figlio di Ermes, che spiega che gli dei sono pessimi genitori e di rado si occupano dei figli (Their Sign).
Percy incontra altri abitanti del campo, tra cui Silena Beauregard (figlia di Afrodite) e Katie Gardner (figlia di Demetra), Clarisse La Rue (figlia di Ares) e Annabeth Chase (figlia di Atena). Annabeth si rivela essere molto intelligente oltre che gentile e consiglia a Percy di nascondersi nel bagno dei maschi durante una partita a ruba-bandiera per evitare di rovinare la sua strategia. Tuttavia il ragazzo ha già attirato l'antipatia di Clarisse, che lo attacca ma viene fermata dai water, che prendono vita e la inondano, scacciandola (Put You in Your Place). Alla fine del gioco, i ragazzi si riuniscono intorno al fuoco per raccontare le loro tristi esperienze con dei genitori divini (Campfire Song). Percy scopre di essere il figlio di Poseidone quando viene accusato di aver rubato la folgore di Zeus e gli viene ordinato di recuperarla immediatamente con l'aiuto di due compagni, per evitare una guerra tra dei. Dopo aver consultato l'Oracolo di Delfi (The Oracle), Percy accetta la missione solo quando Luke gli suggerisce che il vero ladro è probabilmente Ade e giù nell'oltretomba il ragazzo avrà l'occasione di rivedere la madre Sally. Il ragazzo dona a Percy un paio di scarpe alate e il protagonista parte per la sua pericola missione con Grover e Annabeth (Killer Quest!).

### Atto II
Sopravvissuti a stento all'attacco delle Furie, i tre si perdono (Lost!) e Percy suggerisce di nascondersi in negozio di statue per esterni che trovano nel bosco. La proprietaria, zia Em, si rivela essere la gorgone Medusa e Percy la uccide con la sua penna/spada e ne invia la testa agli dei, un fatto che sembra infastidire Annabeth. Quando Percy le chiede spiegazioni, Annaebth risponde che è da tutta la vita che la madre Atena la ignora e vorrebbe un'occasione per mostrare il proprio valore (My Grand Plan). Grover compra dei biglietti per il treno per St Louis e il trio parte, fronteggiando pericolosi nemici lungo il tragitto, come una chimera e una tempesta. Lungo la strada, incontrano Ares, che dà loro un passaggio fino al Nevada (Drive). Poi, durante il viaggio per Los Angeles, Percy sogna un uomo misterioso che viene chiamato mio signore dalle persone intorno a lui: l'uomo richiede dei sacrifici e, in particolare, quello di una persona chiamata Thalia (The Weirdest Dream - Reprise). Percy chiede a Grover se conosce qualcuno di nome Thalia e il satiro gli racconta che alcuni anni prima aveva ricevuto l'incarico di portare Annabeth, Luke e Thalia Grace, figlia di Zeus, al campo, il gruppo era stato attaccato e Thalia aveva dato la vita per salvare i compagni (The Tree on the Hill). Grover si dà la colpa dell'accaduto e teme che Percy possa non volerlo più come amico, il protagonista lo consola e gli dice che saranno sempre amici.
Il trio arriva nell'oltretomba, dove Caronte e musicisti morti da tempo danno loro il benvenuto (DOA). Percy scopre che la folgore di Zeus è nascosta nel suo zaino e i tre amici cercano di capire come sia finita là dentro. I tre cercano di sgattaiolare via, ma le scarpe alate di Luke trascinano Percy verso il Tartaro, facendo scoprire il gruppo alle creature infernali. Dopo aver parlato con Ade, Percy capisce che il dio è innocente, prende la conchiglia datagli dall'uomo del suo primo sogno e ci soffia dentro: la conchiglia è un dono di Poseidone e apre un portale per uscire dall'oltretomba. Dopo aver giurato di tornare per salvare Sally, Percy, Annabeth e Grover fuggono. Percy sospetta che sia stato Ares a mettere la saetta nel suo zaino e i tre lo affrontano: Percy si dichiara figlio di Poseidone e usa i suoi poteri acquatici per aiutare Annabeth e Grove a sconfiggere Ares (Son of Poseidon). I tre tornato al Campo Mezzosangue, dove Percy confida a Luke di essere ancora più confuso di quando era partito. Luke condivide il sentimento, ma si lascia sfuggire di essere stato lui a rubare la folgore dopo esseri alleato con Crono per vendicarsi degli dei dell'olimpo (The Last Day of Summer). Luke attacca Percy, che riesce a fuggire. Percy capisce che una guerra è inevitabile, ma con l'aiuto dei suoi amici sarà in grado di fronteggiare qualunque difficoltà (Bring on the Monsters).

## Numeri musicali
Atto I
- Prologue/The Day I Got Expelled – Percy, Mr. Brunner, Mrs. Dodds, Grover, compagnia
- Strong – Sally e Percy
- The Minotaur/The Weirdest Dream – Percy, Sally, Grover e compagnia
- Another Terrible Day – Mr. D
- Their Sign – Chiron, Percy e Luke
- Put You in Your Place – Clarisse, Annabeth, Percy e compagnia
- The Campfire Song – Luke, Annabeth, Percy, Grover, Katie, Silena e Chirone
- The Oracle – Oracolo, Compagnia
- Good Kid – Percy e compagnia
- Killer Quest! – Percy, Grover, Annabeth e compagnia

Atto II
- Lost! – Percy, Annabeth e Grover
- My Grand Plan – Annabeth
- Drive – Grover, Annabeth, Percy, Ares e compagnia
- The Weirdest Dream (Reprise) – Percy, Kronos, Luke
- The Tree on the Hill – Grover, Thalia, Annabeth, Luke, Percy, compagnia
- D.O.A. – Caronte e compagnia
- Son of Poseidon – Percy, Ares, Annabeth, Grover, Sally, Compagnia
- The Last Day of Summer – Percy, Luke, Compagnia
- Bring on the Monsters – Percy, Annabeth, Grover, Clarisse, Chirone, Silena e Luke